# Francesco Renzi
Francesco Renzi, pseudonimo di Francesco Abbate (Ventimiglia, 13 ottobre 1979), è un cantautore e produttore discografico italiano.

## Biografia
Secondo di tre figli, inizia la sua carriera musicale a 16 anni come cantante di piano bar e musicista in un'orchestra di San Prisco, città del Casertano. 
Nel 2007 esce il suo primo album discografico, intitolato Attimi e momenti, prodotto dalla casa discografica “OP Music”, realizzato dalla “B.S. Record” e registrato alla “Midi Sound Studio” con la direzione del Mº Salvatore Petrone. 
Nel 2008 viene pubblicato il suo primo singolo Conto alla rovescia, registrato e mixato dal tecnico del suono Romy Joe. Tale singolo viene inserito nell’omonimo secondo album, che trova pubblicazione nel giugno del 2009 grazie all’etichetta discografica Mea Sound.
Nello stesso anno 2009, viene pubblicato il libro Vesuvio Pop - La nuova canzone melodica napoletana di Tiziano Tarli e Pierpaolo De Iulis, edito dalla Arcana Edizioni, nel quale si parla di vari nuovi idoli napoletani tra i quali Francesco Renzi, Rosario Miraggio, Alessio ed altri. Tale libro è gemellato con un documentario ed una compilation (DVD + CD) prodotti dalla Rave Up Multimedia, anch’essi dedicati alla canzone napoletana contemporanea ed all’interno dei quali è contenuto il brano Pocha di Francesco Renzi.
Seguiranno terzo e quarto album discografico: nell’anno 2011 - Guardami negli occhi (contenente il famoso brano Chella già fa ammore duettato con l’artista Alessio) ed il 7 maggio del 2013 - Una vera star, entrambi creati, prodotti e distribuiti dall’etichetta discografica Mea Sound.
Nell’anno 2015 Francesco Renzi figura in uno dei volumi della Nuova enciclopedia illustrata della canzone napoletana; un’opera prodotta dalla casa editrice Edizioni Magmata (2006-2015) e composta da 7 volumi, ognuno dei quali contiene un CD-ROM con la produzione degli autori e la discografia dei cantanti.
Nel giugno del 2017 viene prodotto e distribuito dalla Mea Sound il quinto album Oltre i limiti. A firma della medesima produzione seguono i singoli Vivo di te nel 2019, ’Nu core a mità il 10 febbraio 2021, E m’annammoro ‘e te il 19 settembre 2024.

## Discografia

### Album
- 2007 - Attimi e momenti - (OP Music)
- 2009 - Conto alla rovescia - (Mea Sound - CD BB 31)
- 2011 - Guardami negli occhi - (Mea Sound - CD BB 56)
- 2013 - Una vera star - (Mea Sound - CD BB 75)
- 2017 - Oltre i limiti - (Mea Sound - CD BB 158)

### Raccolte
- 2010 - Vesuvio Pop - (CD + DVD, Goodfellas e Rave Up Multimedia)

### Singoli
- 2008 - Conto alla rovescia
- 2008 - Pocha
- 2010 - Ogni volta che ti chiama amore
- 2011 - Chella già fa ammore - feat. Alessio
- 2013 - E mo vattenne
- 2016 - La traccia di una vita - feat. ViGuì
- 2017 - La música me da - feat. Luis Navarro
- 2019 - Vivo di te
- 2021 - ‘Nu core a mità
- 2024 - E m’annammoro ‘e te